# Cigaritis ella
Cigaritis ella is een vlinder uit de familie van de Lycaenidae. De wetenschappelijke naam van de soort is voor het eerst gepubliceerd in 1865 door William Chapman Hewitson.

## Verspreiding
De soort komt voor in de savannes van Congo-Kinshasa, Kenia, Tanzania, Angola, Zambia, Malawi, Mozambique, Zimbabwe, Botswana, Namibië, Zuid-Afrika en Swaziland.

## Waardplanten
- Fabaceae
  - Acacia zanzibarica
  - Julbernardia globiflora
  - Mundulea
  - Vachellia zanzibarica
- Olacaceae
  - Ximenia americana
  - Ximenia caffra

## Levensloop
De rups wordt bezocht door de mier Crematogaster castanea en mieren van het geslacht Pheidole. Verpopping vindt plaats in holle gallen en duurt gemiddeld 21 dagen. Zowel rupsen als poppen kunnen worden aangetroffen in gallen op takken van grote Acacia's, soms in gezelschap van mieren. De vlinder vliegt het hele jaar door.